# Rosenbergia rubra
Rosenbergia rubra är en skalbaggsart som beskrevs av Gilmour 1966. Rosenbergia rubra ingår i släktet Rosenbergia och familjen långhorningar.
Artens utbredningsområde är Irian Jaya. Inga underarter finns listade i Catalogue of Life.